# Charles Gunn (attore)
Charles Gunn (Wisconsin, 31 luglio 1883 – Los Angeles, 6 dicembre 1918) è stato un attore statunitense attivo all'epoca del cinema muto.

## Biografia
Nato nello Stato del Wisconsin nel 1883, Charles Gunn girò nel 1913 il suo primo film, Sherlock Holmes Solves the Sign of the Four, dove interpretava il ruolo del dottor Watson. Il film (un cortometraggio prodotto dalla Thanhouser Film Corporation), fu la prima trasposizione cinematografica del romanzo di Conan Doyle. L'attore girerà, nella sua carriera, 35 pellicole.
Gunn morì a 35 anni, nel dicembre 1918. I suoi ultimi due film uscirono postumi l'anno successivo.

## Filmografia
La filmografia è completa.
- Sherlock Holmes Solves the Sign of the Four, regia di Lloyd Lonergan (1913)
- The Best Man's Bride, regia di William Worthington (1916)
- The Eye of God, regia di Phillips Smalley e Lois Weber (1916)
- They Wouldn't Take Him Seriously, regia di William Worthington (1916)
- Priscilla's Prisoner, regia di Cleo Madison (1916)
- The Girl in Lower 9, regia di Cleo Madison e William V. Mong (1916)
- Along the Malibu, regia di Cleo Madison e William V. Mong (1916)
- Weapons of Love, regia di Clifford S. Elfelt (1916)
- The Song of the Woods, regia di Clifford S. Elfelt (1916)
- For Her Mother's Sake, regia di Clifford S. Elfelt (1916)
- The Eternal Way, regia di Clifford S. Elfelt (1916)
- The Cry of Conscience, regia di Clifford S. Elfelt (1916)
- The Eagle's Wings, regia di Robert Z. Leonard e Rufus Steele (1916)
- Three of Many, regia di Reginald Barker (1916)
- Chicken Casey, regia di Raymond B. West (1917)
- Passato sanguigno (Blood Will Tell'), regia di Charles Miller (1917)
- Sweetheart of the Doomed, regia di Reginald Barker (1917)
- The Snarl, regia di Raymond B. West (1917)
- Happiness, regia di Reginald Barker (1917)
- Love or Justice, regia di Walter Edwards (1917)
- Madcap Madge, regia di Raymond B. West (1917)
- An Even Break, regia di Lambert Hillyer (1917)
- Mountain Dew, regia di Thomas N. Heffron (1917)
- A Phantom Husband, regia di Ferris Hartman (1917)
- The Firefly of Tough Luck, regia di E. Mason Hopper (1917)
- Framing Framers, regia di Ferris Hartman o Henri D'Elba (1917)
- La scelta di Betty (Betty Takes a Hand), regia di John Francis Dillon (1918)
- Captain of His Soul, regia di Gilbert P. Hamilton (1918)
- Unfaithful, regia di Charles Miller e Thomas H. Ince (supervisione) (1918)
- Patriotism, regia di Raymond B. West (1918)
- Wedlock, regia di Wallace Worsley (1918)
- The White Lie, regia di Howard C. Hickman (1918)
- The Flame of the West, regia di William V. Mong (1918)
- The Midnight Stage, regia di Ernest C. Warde (1919)
- It Happened in Paris, regia di David Hartford (1919)